# Putla Villa de Guerrero
Putla Villa de Guerrero là một đô thị thuộc bang Oaxaca, México. Năm 2005, dân số của đô thị này là 29678 người.